# Messier 10
A Messier 10 (más néven M10 vagy NGC 6254) gömbhalmaz a Kígyótartó csillagképben.

## Felfedezése
Az M10 gömbhalmazt Charles Messier francia csillagász fedezte fel, majd 1764. május 29-én katalogizálta, mint csillag nélküli ködöt. Körülbelül 20 évvel később William Herschel volt az első, akinek sikerült különálló csillagokat megfigyelnie a halmazban.

## Megfigyelési lehetőség
Megfelelő körülmények között szabad szemmel is megpillantható, egy 10x50-es binokulárral nyugodt légkör esetén akár néhány csillaga is tisztán látható.